# Otto Marseus van Schrieck

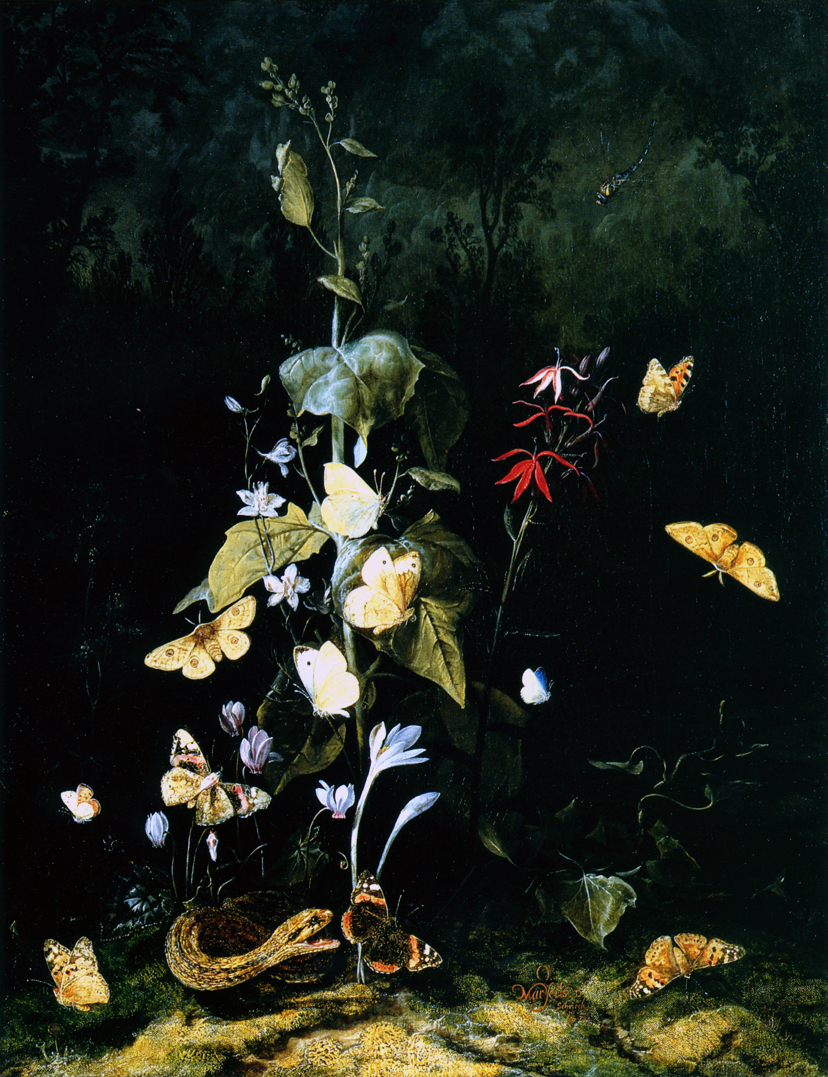
Wilde planten en vlinders in een bosachtig landschap. 1670. Onbekend veilinghuis (29 maart 1994).

Otto Marseus van Schrieck (Nijmegen, tussen 1614 en 1620 – Amsterdam, begraven 22 juni 1678) was een Nederlandse schilder en tekenaar.

## Levensloop
Hij was een broer van Evert Marseus van Schrieck. Omstreeks het jaar 1648 reisde hij naar Italië samen met Matthias Withoos en andere kunstenaars, en trok naar Rome en Florence. In Rome werd hij lid van de Bentvueghels, een vereniging van voornamelijk Nederlandse en Vlaamse kunstenaars werkzaam in Rome. In dit ongedwongen en drinkgrage genootschap bestond de gewoonte elkaar een aansprekende bijnaam te geven, de zogenaamde 'bentnaam'. Marseus kreeg de bijnaam Snuffelaer. Volgens de vroege biograaf Arnold Houbraken was dat omdat hij altijd snoof aan vreemde hagedissen en slangen. Later werkte hij aan het hof van de groothertog van Toscane. Op 25 april 1664 trouwde hij met Margarita Gysels, de dochter van de graveur Cornelius Gysels.
Omstreeks 1657 was hij terug in Amsterdam. Volgens Houbraken reisde hij ook naar Frankrijk - mogelijk op weg naar of terug van Italië. Houbraken vermeldt ook een reis naar Engeland, wellicht in 1659.
Volgelingen van Marseus waren Willem van Aelst, Anthonie van Borssom, Elias van den Broeck, J Falk, Carl Wilhelm de Hamilton, Trajanus Hughes, Nicolaes Lachtropius, Jacob Marrel, Abraham Mignon, Rachel Ruysch, Christiaen Striep, Isac Vromans, Matthias Withoos en Pieter Withoos.

## Werken
Marseus van Schrieck is bekend om zijn stillevens, waaronder bloemstillevens, bosstilleven, visstillevens en vanitasstillevens. Veel van zijn schilderijen zijn donkere studies van planten, vaak met slangen en hagedissen aan de voet, en insecten op de bladeren en takken.